# (13555) 1992 JB2
(13555) 1992 JB2 là một tiểu hành tinh vành đai chính. Nó được phát hiện bởi Henri Debehogne ở Đài thiên văn La Silla ở Chile ngày 2 tháng 5 năm 1992.